# インディビジュアリスト
「インディビジュアリスト」は、佐野元春25作目のシングル。1987年11月21日に、EPIC・ソニー / M's Factoryから発売された。

## 概要
アルバム『Café Bohemia』からの12inchシングル第2弾。
「インディビジュアリスト -Live Version-」は、1987年5月28日に渋谷公会堂で行われたライブ『カフェ・ボヘミア・ミーティング』の最終公演の模様を音源化したもの。
2006年に発売されたアルバム発売20周年記念盤『The Essential Café Bohemia』に、ライヴバージョンである「インディビジュアリスト -Live Version-」を除く2曲が初めてCD化された。

## 収録曲
- 全作詞・作曲・編曲：佐野元春

A Side
1. インディビジュアリスト -Extended Mix-
Remixed by John 'Tokes' Potoker

B Side
1. インディビジュアリスト -Dub Mix-
Remixed by John 'Tokes' Potoker
2. インディビジュアリスト -Live Version-
Performed by THE HEARTLAND